# Красивая узкоротая квакша
Красивая узкоротая квакша, или красивый азиатский узкорот (лат. Microhyla pulchra) — вид земноводных из семейства Узкороты.
Общая длина составляет 2,8—3,5 см. По своему строению похожа на других представителей своего рода. Спина красно-коричневая или шоколадная с выразительным тёмным треугольным рисунком и тёмными пятнами. Передняя сторона бёдер колеблется от жёлто- до оранжево-красного цвета.
Любит холмистую местность, поросшую невысокой травой и отдельными кустарниками. Может прыгать на 3 метра. Встречается на высоте до 1100 метров над уровнем моря. Активна в сумерках. Питается насекомыми и другими мелкими беспозвоночными.
Самка откладывает икру с марта по май в маленьких скоплениях воды. В воде, бедной кислородом, при 23—28 ° C развиваются плоские, почти прозрачные головастики, которые имеют явную плавательную перепонку на задних лапах, тогда как у молодых квакш её уже нет.
Вид распространён в юго-восточном Китае, Камбодже, Вьетнаме, Таиланде, Лаосе.